# Kuszlany III
Kuszlany III − dawniej folwark. Obecnie część agromiasteczka Kuszlany na Białorusi, w obwodzie grodzieńskim, w rejonie smorgońskim, w sielsowiecie Soły.

## Historia
W czasach zaborów folwark Kuszlany III w gminie Soły, w powiecie oszmiańskim, w guberni wileńskiej Imperium Rosyjskiego. W 1905 folwark liczył 27 mieszkańców, 172 dziesięciny, własność Buhuszewicza.
Po I wojnie światowej pod administracją polską, w Zarządzie Cywilnym Ziem Wschodnich. W latach 1920–1922 w składzie Litwy Środkowej.
Od 11 kwietnia 1922 folwark leżał w Polsce, w województwie wileńskim, w powiecie oszmiańskim, w gminie Soły.
W 1931 folwark w 1 domach zamieszkiwało 16 osób.
Wierni należeli do parafii rzymskokatolickiej w Sołach. Miejscowość podlegała pod Sąd Grodzki w Oszmianie i Okręgowy w Wilnie; właściwy urząd pocztowy mieścił się w Sołach.
Po II wojnie światowej w granicach Związku Sowieckiego. Od 1991 w niepodległej Białorusi.
Znajduje się tu Dwór-Muzeum Franciszka Bohuszewicza „Kuszlany”.
Zachował się do dzisiejszych czasów dworek rodziny Bohuszewiczów, na zboczach rzeczki Sikuni, około 2 km na południowy zachód od centrum miejscowości. Mieszkał w nim i zmarł tu Franciszek Bohuszewicz. Ożenił się z Gabrielą ze Szklenników (1850–1929). Ich syn Tomasz (1870–1929) i jego żona Maria z Piwnickich (1892–1970) byli ostatnimi właścicielami tej części Kuszlan (Kuszlany I). Franciszek Buhuszewicz zbudował tu w 1896 roku dworek, w którym do 1988 roku mieściła się biblioteka, a później, po jego odnowieniu, urządzono „literaturowo-pamiątkowe” muzeum poety. Jest to drewniany, zbudowany na kamiennym fundamencie, parterowy dworek z dwuspadowym dachem. Od frontu charakteryzuje go galeria na całej jego szerokości, przykryta okapem. W pobliżu zachowała się również kamienna studnia z żurawiem i kamienna stajnia przykryta dwuspadowym dachem. W parku stoi drewniana kapliczka, zbudowana przez Franciszka i jego ojca Kazimierza. Leży tu również kamień Macieja Buraczka (pseudonim Franciszka Bohuszewicza), ustawiony przez miejscowych włościan w 1900 roku.